# スワイダー県
スワイダー県（スワイダーけん、アッ＝スワイダー県、As-Suwayda Governorate, アラビア語: السويداء, as-Suwaidāʾ  ）は、シリアの14ある県の一つ。面積は5,500平方km。人口は2021年の推定で540,000人。県都はスワイダー（アッ＝スワイダー）。

## 地理
シリア南部に位置し、北と東はダマスカス郊外県（リーフ・ディマシュク）に、西はダルアー県に、南はヨルダン国境に接する。
エッドゥルーズ山地のほぼ全域、エッサファ丘陵の全域、ハッラト・アッシャーム高原東部の乾燥したステップが県内に含まれる。これらの丘陵地帯や高原は火山噴火によりできた地形であり、養分の多い肥沃な土壌のため多くの農民がこの地に入植してきた。

## 歴史
ローマ時代の都市遺跡が今もスワイダー（スアダ）やシャフバー（フィリッポポリス）などには残る。
中世には荒廃した。
近代に入り入植が盛んになり再び人口や町の数が増えている。

## 行政区分
スワイダー県には3郡が属する。

### 郡
1. アッ＝スワイダ郡（英語版）（As-Suwayda District） - スワイダー
2. サルハド郡（英語版）（Salkhad District） - サルハド（英語版）
3. シャフバー郡（英語版）（Shahba District） - シャフバー（英語版）

## 住民

### 宗教
その多くはドゥルーズ派ムスリムと正教会信徒で、シリアの多数派であるスンナ派ムスリムはこの県では少数派になっている。